# Гентський вівтар
Гентський вівтар, Гентський Агнець Божий (нід. Het Lam Gods) створений на замовлення Йоса Вейдта (нід. Joos Vijdt) для своєї сімейної капели Івана Богослова в Гентському соборі Святого Бавона. У написі на вівтарі йдеться про те, що він був розпочатий Губертом ван Ейком, «найбільшим з усіх», і закінчений його братом Яном, «другим в мистецтві». Освячено вівтар 6 травня 1432 року.
Вівтар складається з 24 панелей, на яких зображено 258 людських фігур. Висота вівтаря в центральній частині сягає трьох з половиною метрів, ширина (у розкритому вигляді) — п'яти метрів. Картини, з яких складається вівтар, розташовані на зовнішній і внутрішній стороні вівтаря.

## Зовнішня сторона вівтаря
У закритому вигляді — на зовнішній стороні вівтаря зображені донатор і його дружина, що моляться перед статуями Івана Хрестителя та Івана Богослова. У середньому ряду зображена сцена Благовіщення. Фігури Діви Марії і архангела Гавриїла розділені зображенням вікна, що в ньому видно міський пейзаж, який, як вважається, відповідав виду з вікна в будинку Вейдтів.
У верхньому ряду картин представлено фігури старозавітних пророків і язичницьких пророків, що передбачили пришестя Христа.

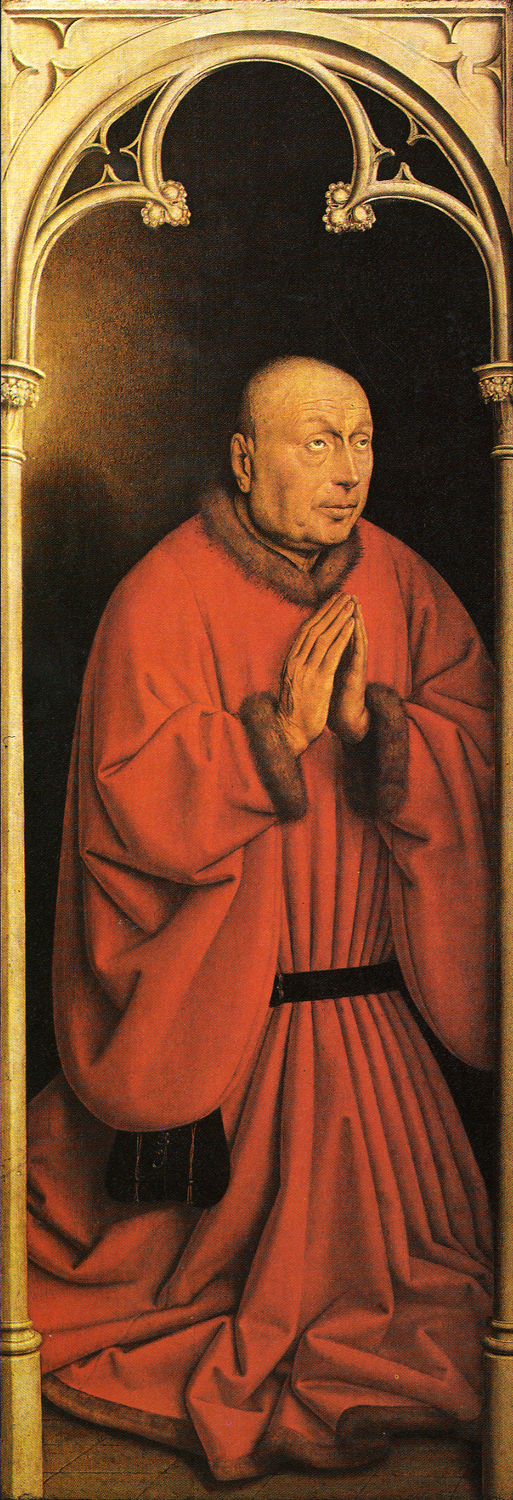
Донатор (замовник вівтаря)
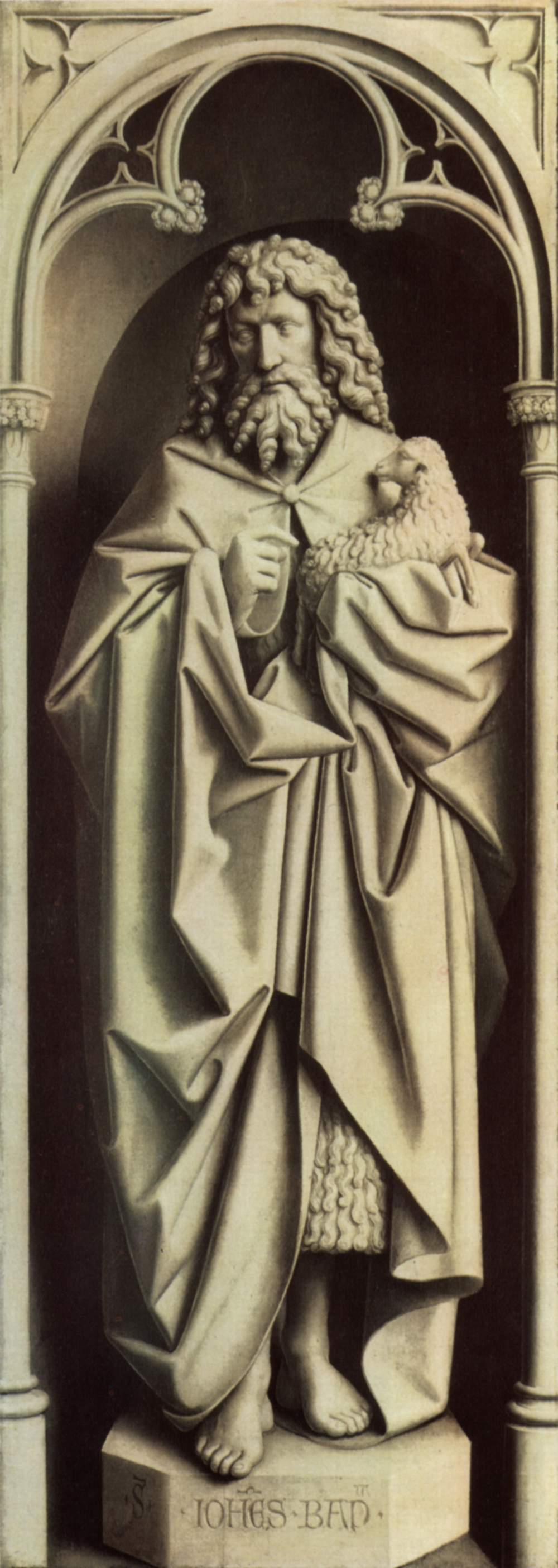
Іван Хреститель
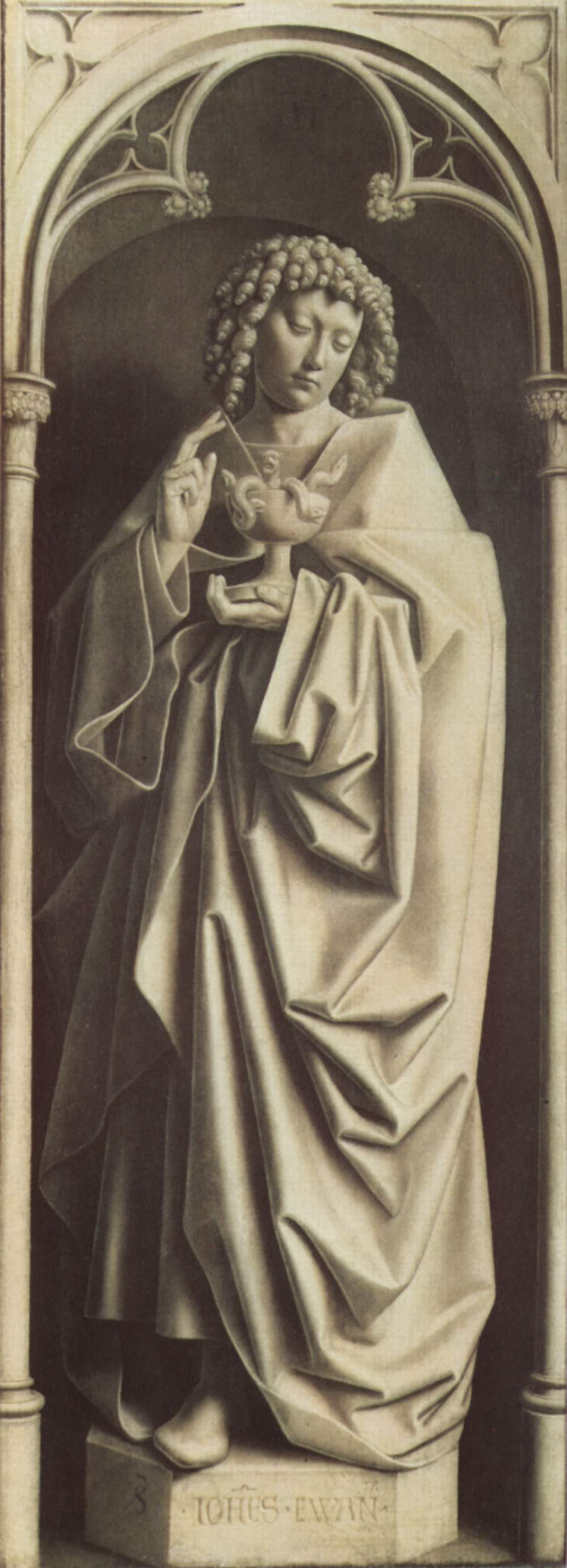
Іван Богослов
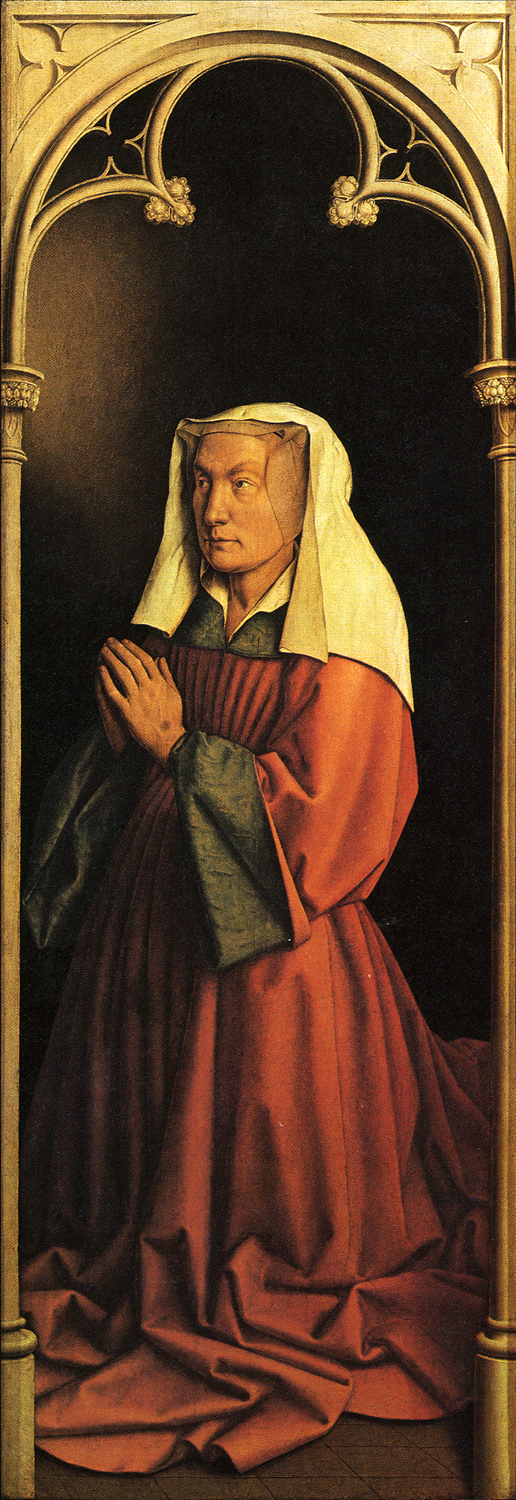
Дружина донатора

## Внутрішня сторона
У розкритому вигляді розміри вівтаря збільшуються вдвічі.
У центрі верхнього ряду зображений «Бог Отець», що сидить на престолі (за деякими джерелами — Христос). Біля ніг Бога-Отця лежить корона, що символізує перевагу над усіма царями. Ліворуч і праворуч від престолу зображення Богоматері та Івана Хрестителя. Далі йдуть зображення янголів, що грають на інструментах. Янголів зображено без крил. Один з янголів грає на органі з металевими трубами. Завершують ряд оголені фігури Адама і Єви.
Над Адамом і Євою розташовані сцени вбивства Каїном Авеля та жертвопринесення Каїна й Авеля.
У середині нижнього ярусу сцена поклоніння жертовного агнця, що символізує Христа. Перед жертовником розташований фонтан. Зліва від фонтану — група старозавітних праведників, праворуч — апостоли, за ними папи і єпископи, ченці і миряни.
На правих бічних стулках зображено походи пустельників і пілігримів. На лівих стулках — хода воїнства Христового і Праведних Суддів.

### Верхній ряд

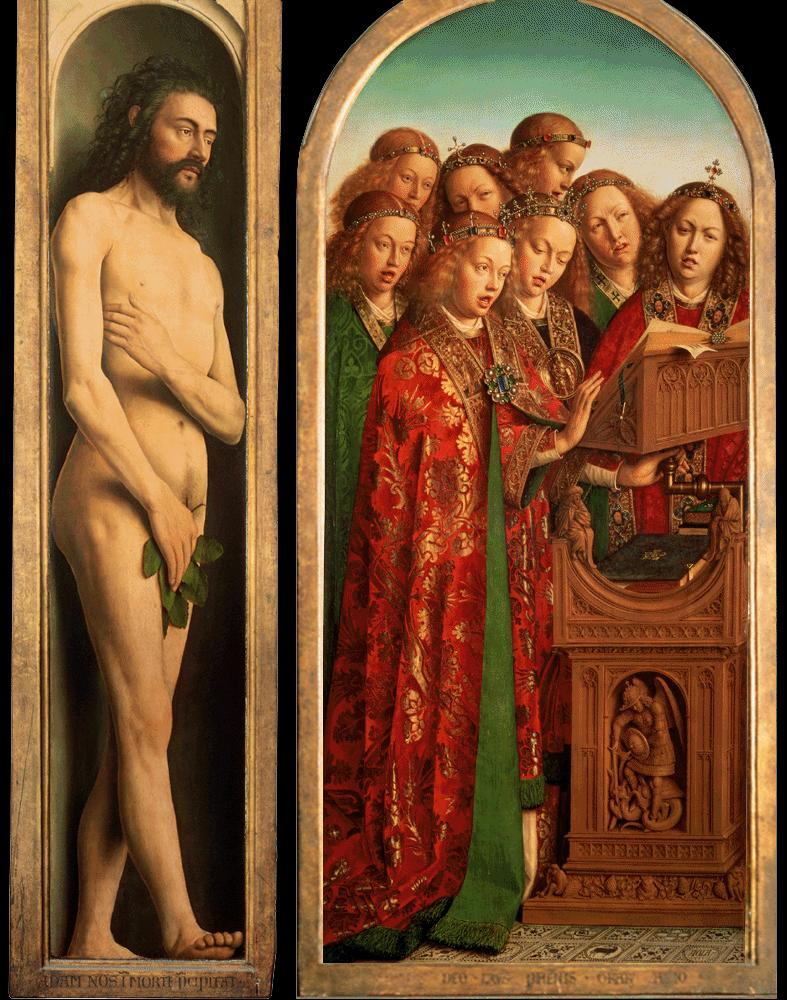
Адам і ангели
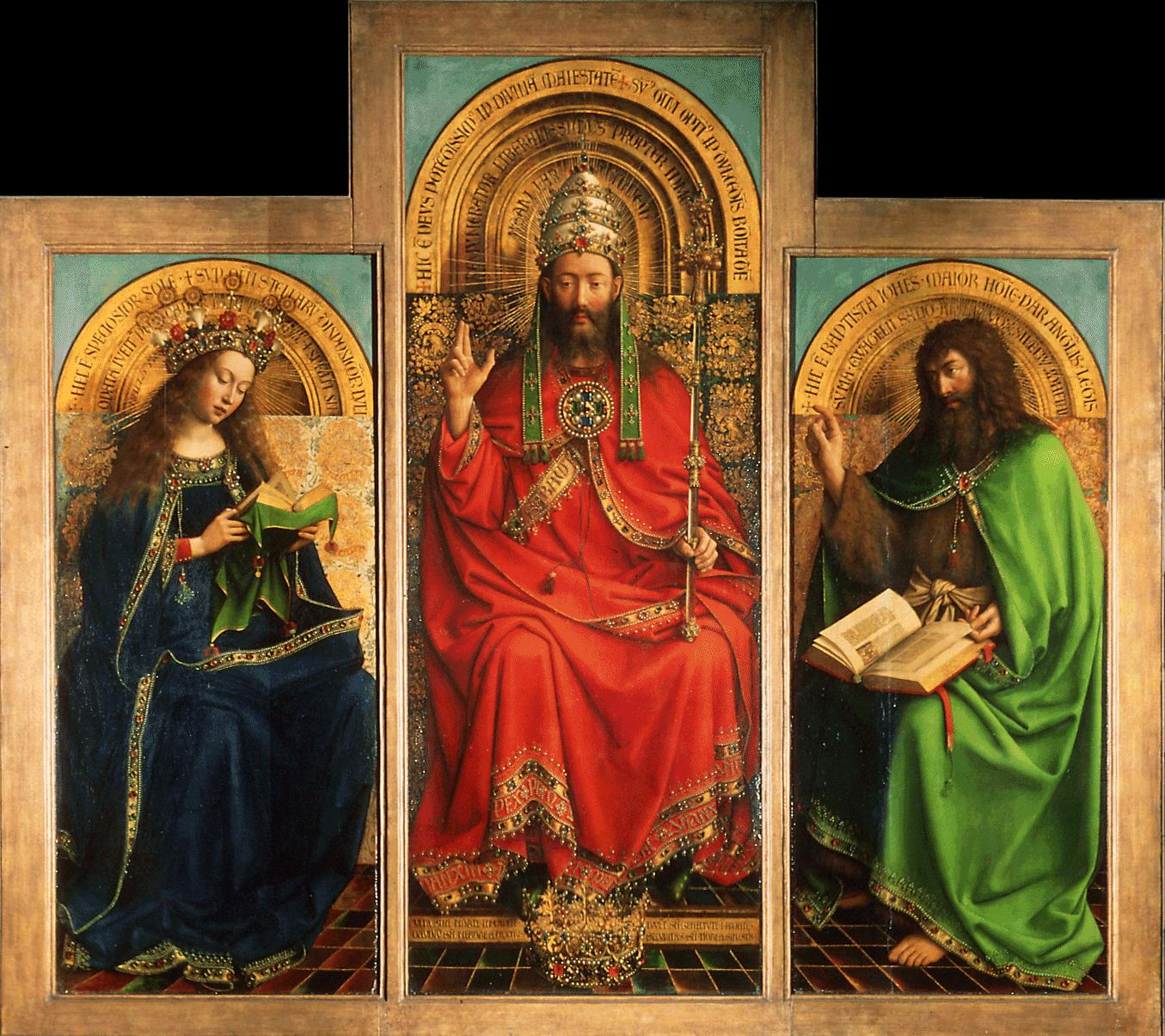
Агнець божий
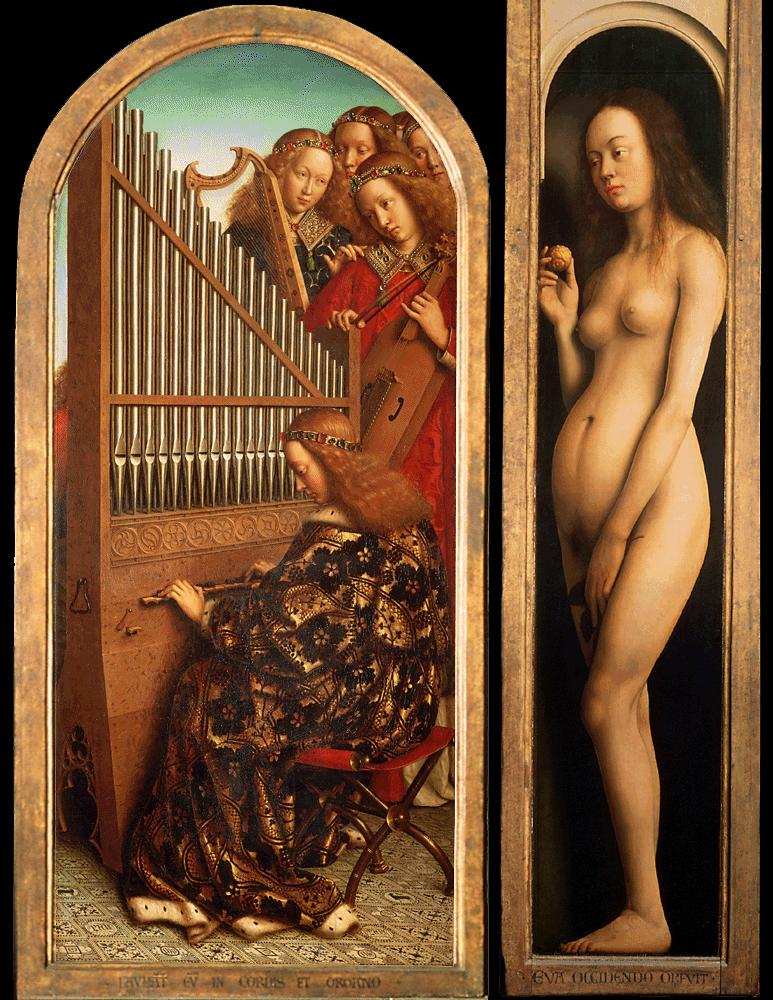
Ангели і Єва

### Нижній ряд

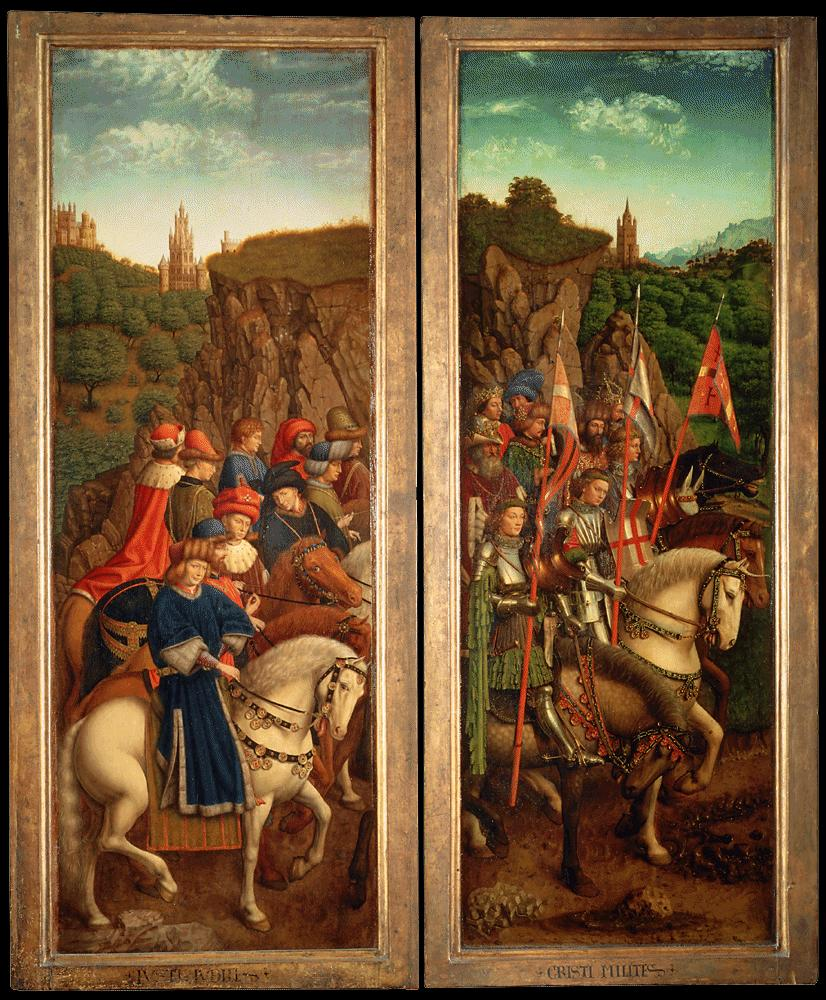
Праведні Судді і Воїнство Христове
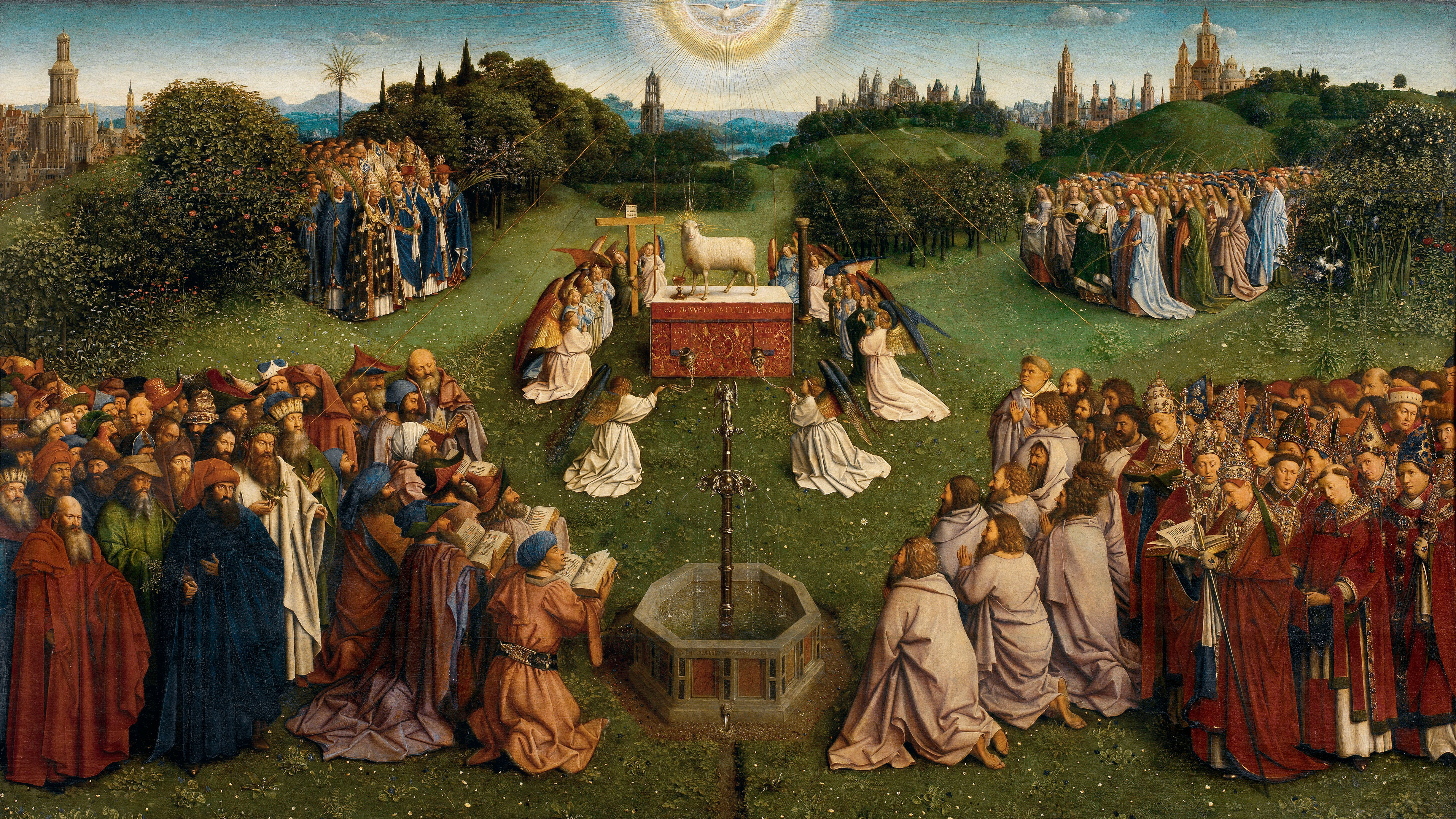
Поклоніння ягняті
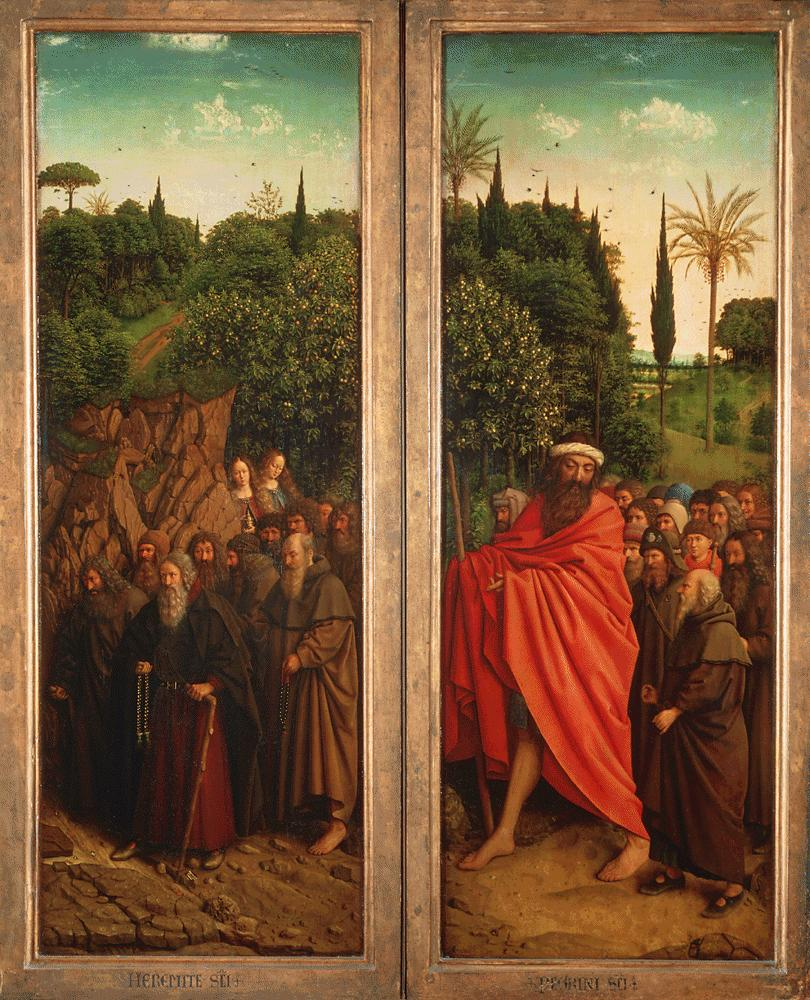
Хода пустельників і пілігримів

## Історія вівтаря
У 1566 році, під час боротьби Фландрії проти Іспанії вівтар перенесли з церкви в башту Святого Бавона, а потім у ратушу. Протестанти, що здобули гору в Генті, вирішили подарувати вівтар англійській королеві Єлизаветі в подяку за допомогу у війні. Спадкоємець замовника вівтаря був проти і домігся того, щоб вівтар залишився в місті. Після переходу влади до католиків у 1584 році вівтар встановили на колишньому місці. У 1781 році австрійський імператор Йосиф II під час відвідування собору висловив невдоволення оголеними фігурами Адама і Єви. Стулки з їхніми фігурами було знято та перенесено в церковну бібліотеку.
У 1792 році французи вивезли чотири центральні частини вівтаря в Лувр. Наполеон хотів отримати і бічні стулки вівтаря. Було запропоновано обміняти ці частини вівтаря на картини Рубенса, але влада Гента відмовилися від обміну. Людовик XVIII, що став королем Франції після поразки Наполеона, у 1815 році повернув містові Гент чотири стулки.
Пізніше вікарій собору викрав кілька стулок, і продав їх брюссельському торговцю. Антиквар Ньівенхейс і колекціонер Соллі перепродали стулки прусському королю Фрідріху-Вільгельму III для Берлінського королівського музею.
У 1861 році уряд Бельгії за 50 000 франків викупив стулки з зображеннями Адама і Єви. Частини вівтаря було поміщено в музеї Брюсселя.
Під час Першої світової війни німецькі війська, що вступили до Бельгії у 1914 році, намагалися знайти частини Гентського вівтаря у Брюсселі та Генті. Канонік собору Святого Бавона ван ден Гейн з чотирма помічниками переховували частини вівтаря до 1918 року. За умовами Версальського мирного договору містові Гент повернули бічні стулки, придбані Пруссією в 1821 році для Берлінського музею.
У ніч з 10 на 11 квітня 1934 року було викрадено стулку вівтаря з зображенням «Праведних суддів». Єпископ Гента отримав вимогу виплатити 1 мільйонів бельгійських франків за стулку. 25 листопада 1934 року мешканець Гента Арсен Кудертір, вмираючи, повідомив на сповіді, що викрав стулку і заховав її у столі. Стулку виявити не вдалося, і у 1945 році її було замінено копією роботи художника ван дер Фекена.
16 травня 1940 року вівтар на трьох вантажівках було вивезено до Південної Франції. Вівтар було поміщено на зберігання в замок По. З нацистським урядом було підписано угоду про те, що вівтар можна буде вилучити із замку тільки за згодою трьох сторін — бургомістра Гента, представника уряду Віші і німецького уповноваженого. У вересні 1942 представники Німеччини зажадали передати їм Гентський вівтар. З замку По Гентський вівтар перевезли в Париж і об'єднали з художніми цінностями, відібраними для музею Гітлера в Лінці і для приватної колекції Германа Герінга. Далі вівтар переправили до замку Нойшванштайн в Алльгой.
Наприкінці війни нацистським уроядом було ухвалене рішення евакуювати культурні скарби в покинуті соляні шахти. Так само вчинили й з Гентським вівтарем. 8 травня 1945 року Третя американська армія захопила шахти. Вівтар доправили в Мюнхен, а 20 серпня 1945 року вівтар повернувся до Бельгії.

## Інші деталі

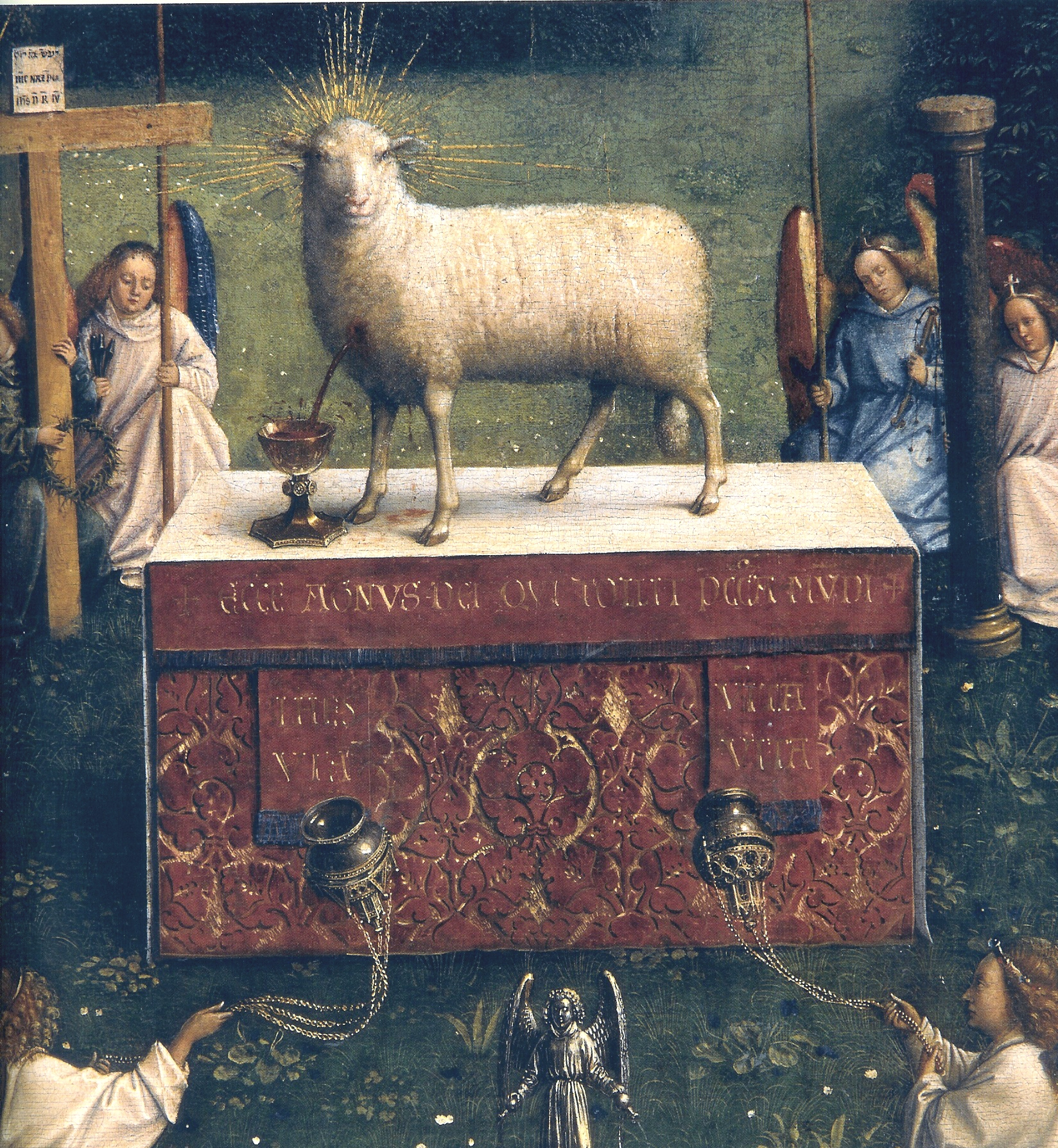
Жертовник з Агнцем
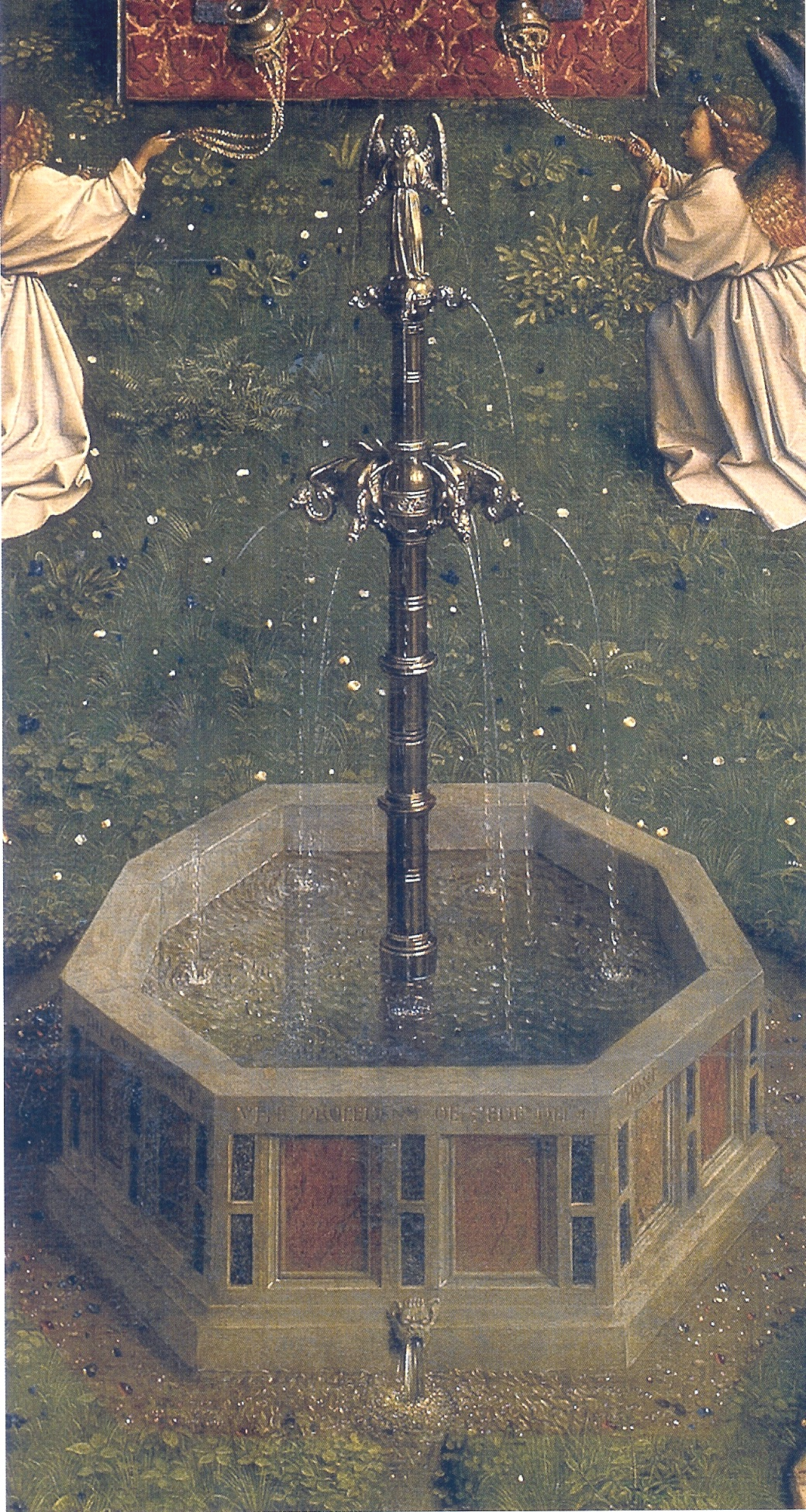
Фонтан
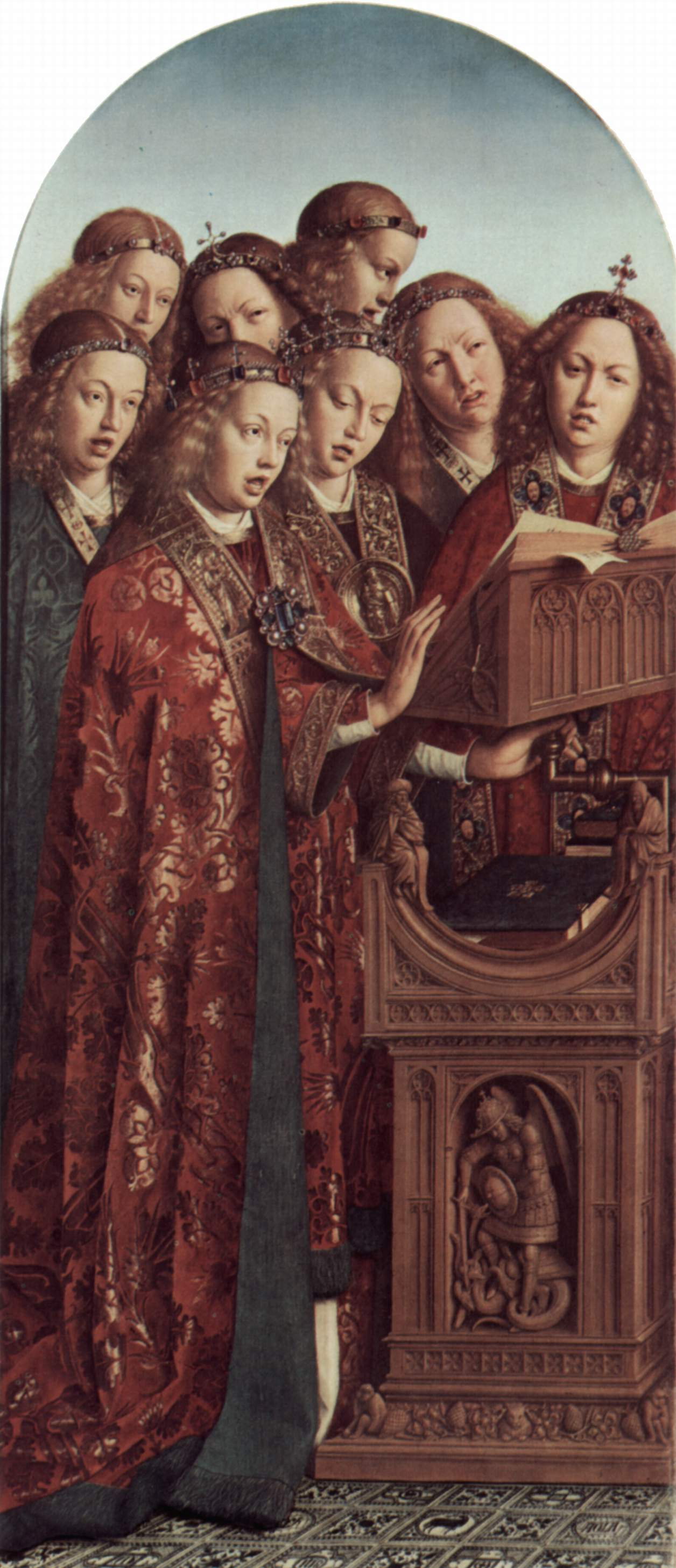
Ангели співають
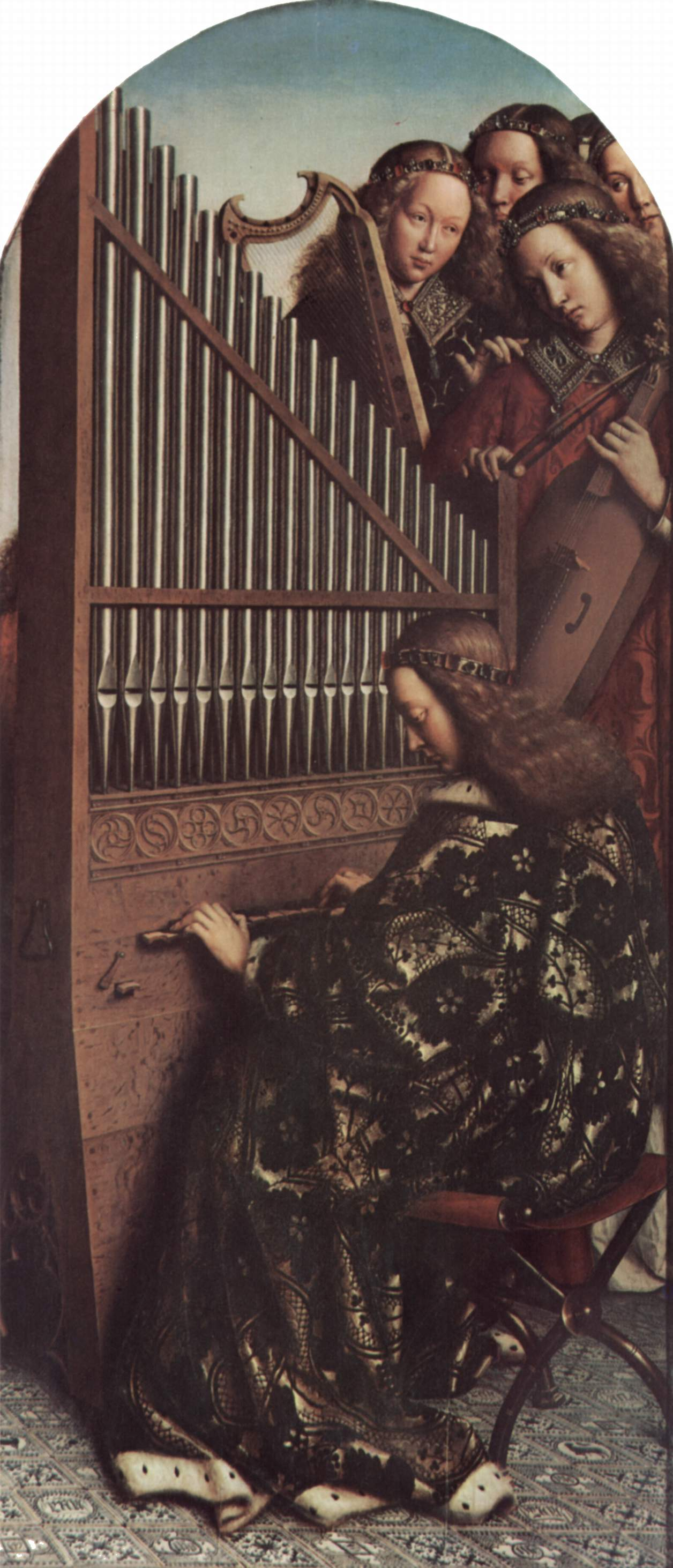
Ангели грають на інструментах (з арфою, органом і скрипкою)
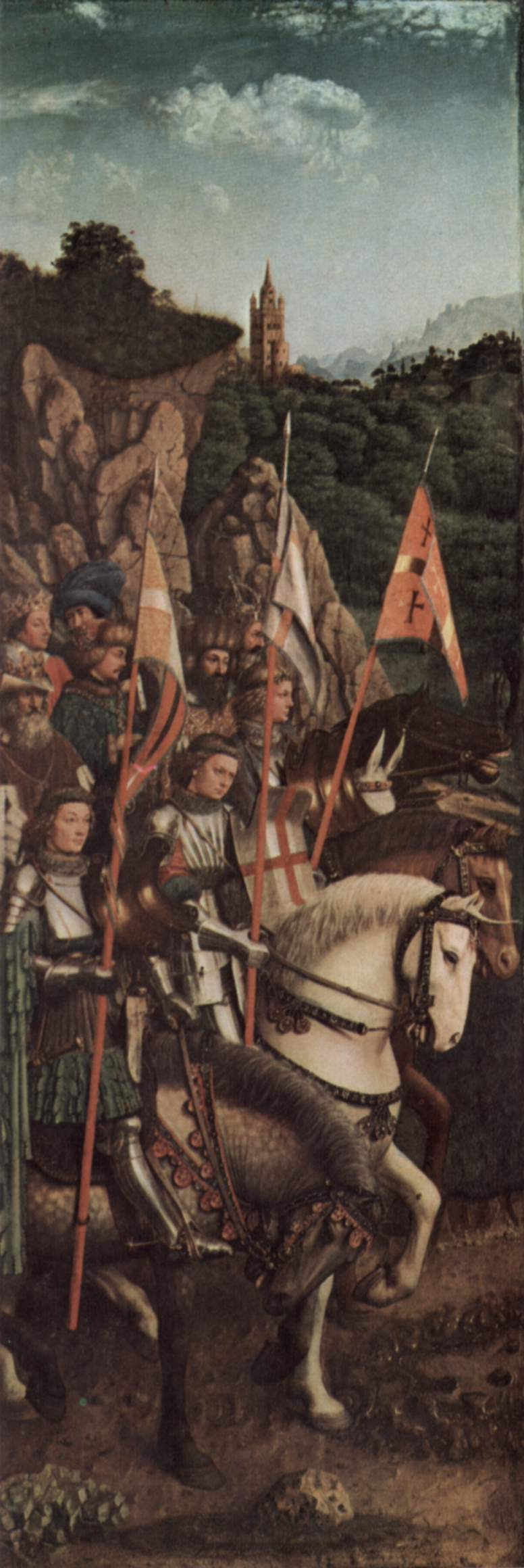
Христове воїнство
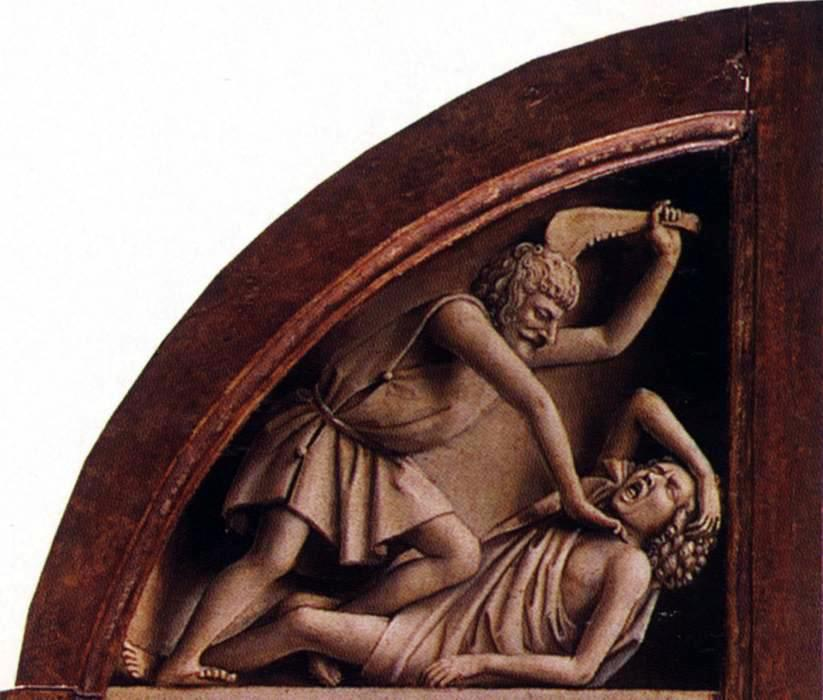
Каїн і Авель
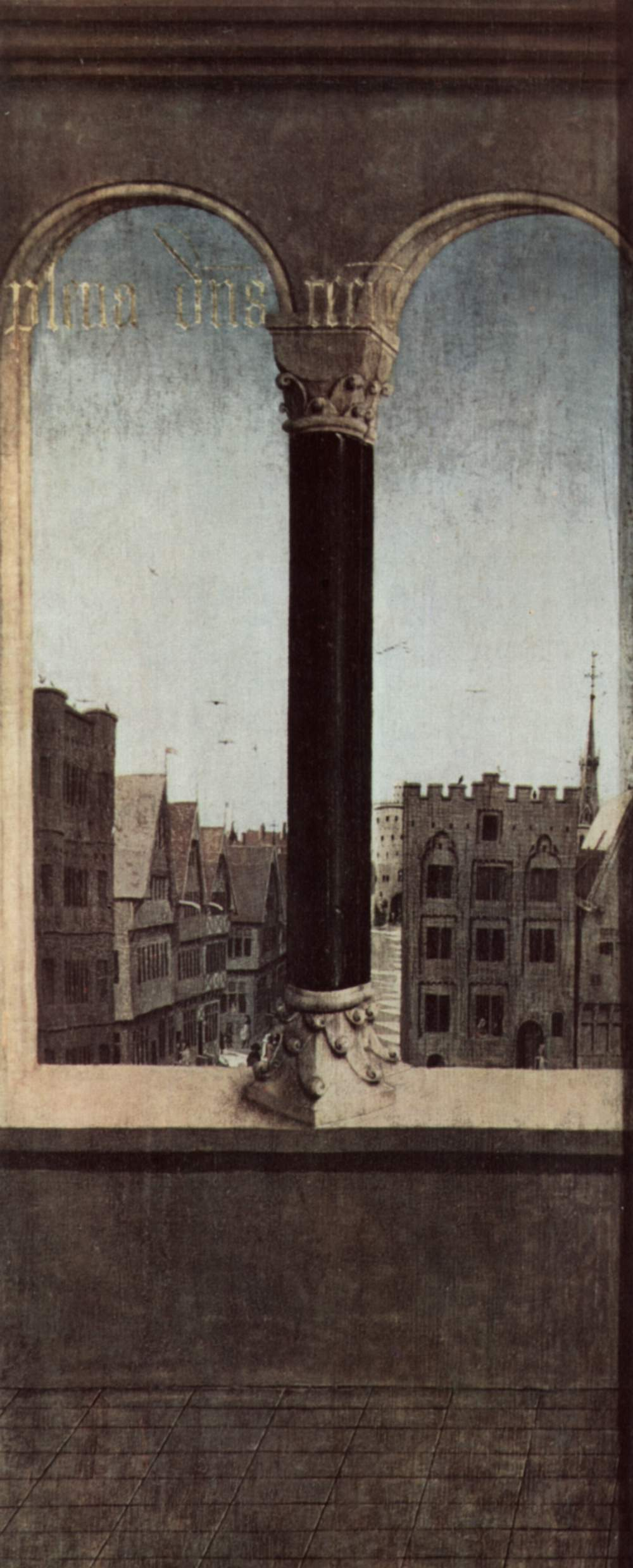
Деталь зовнішнього боку вівтаря
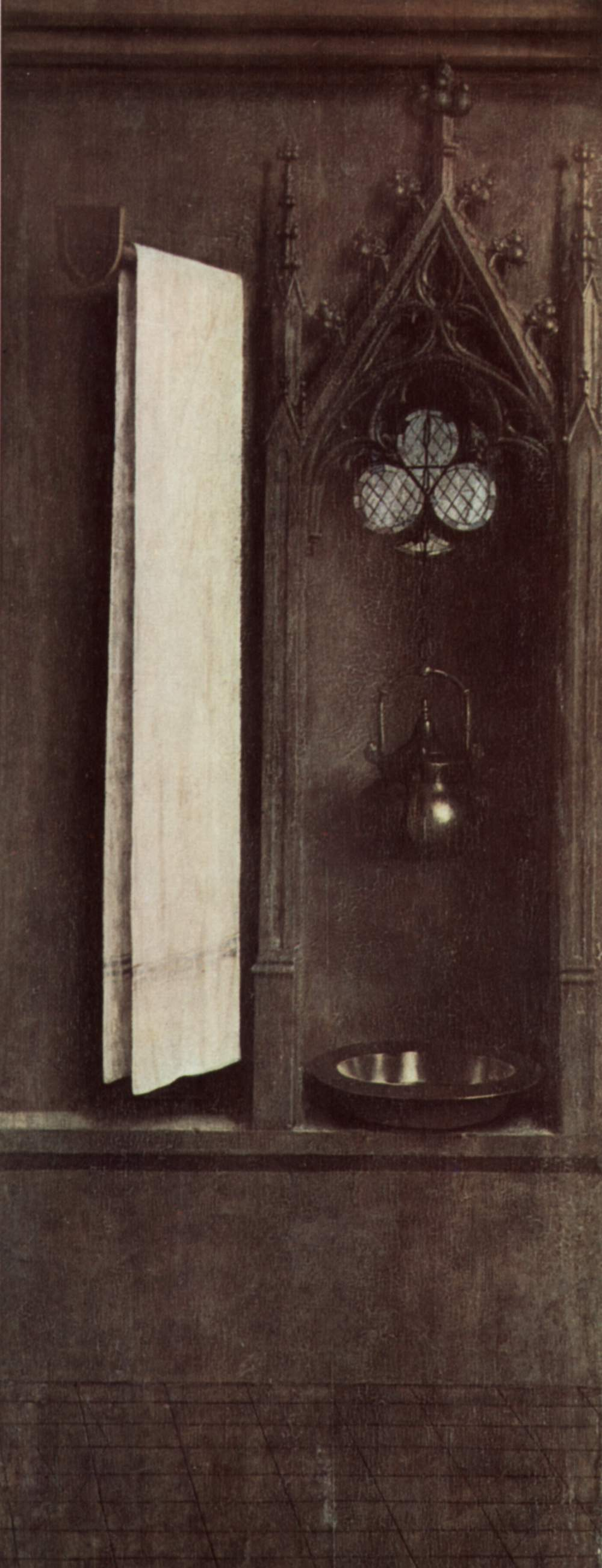
Деталь зовнішнього боку вівтаря